# Barbara New
Barbara Barrington (znana jako Barbara New, ur. w czerwcu 1923 w Londynie - zm. 24 maja 2010 tamże) – brytyjska aktorka charakterystyczna i komediowa, najszerzej znana z roli pomywaczki Mabel w serialu Pan wzywał, Milordzie?

## Życiorys
Jako młoda aktorka grywała głównie w teatrze. W telewizji zadebiutowała w 1961 roku w serialu Amelia. Przez kolejnych 20 lat regularnie pojawia się w wielu spośród najbardziej znanych brytyjskich seriali, m.in. kryminalnym Z-Cars czy komediowym Porridge, Bread i Hi-de-Hi!. Były to jednak głównie role epizodyczne. Na dłużej zagościła w popularnym programie komediowym The Two Ronnies, emitowanym w latach 70. Swoją najbardziej znaną rolę zagrała mając już blisko 70 lat, w serialu komediowym Pan wzywał, Milordzie?. Grana przez nią Mabel była pogardzaną przez wszystkich pomywaczką w lordowskiej rezydencji, mieszkającą z kalekim mężem w slumsach. W 1996 jeden z twórców tego serialu, David Croft, zaprosił ją do swej nowej produkcji pod tytułem Stacyjka Hatley. Tym razem wcieliła się w zadbaną starszą panią, wdowę po kolejarzu, która z racji pracy swego męża wciąż zajmuje mieszkanie przy tytułowej stacji. Po raz ostatni pojawiła się w telewizji w roku 2002, u boku Sachy Barona Cohena w jego serialu Ali G.
Przez wiele lat była żoną aktora komediowego Michaela Barringtona, którego nazwisko formalnie przyjęła, jednak występowała nadal pod swoim panieńskim nazwiskiem Barbara New. W 1988 została wdową. Zmarła w Londynie w maju 2010 roku, przeżywszy blisko 87 lat.